# 石川宗生
石川 宗生（いしかわ むねお、1984年 -）は、日本の小説家。SF作家。日本SF作家クラブ会員。

## 経歴
千葉県生まれ。翻訳家増田まもるの私塾で学ぶ。
アメリカ合衆国オハイオ・ウェスリアン大学卒業後、イベント営業、世界一周旅行、メキシコ・グアテマラでのスペイン語留学などを経て、フリーの翻訳家になる。2016年、「吉田同名」にて第7回創元SF短編賞を受賞し作家デビューした。

## 文学賞受賞・候補歴
- 2010年 - 「土管生活」で第34回すばる文学賞最終候補。
- 2016年 - 「吉田同名」で第7回創元SF短編賞受賞。
- 2017年 - 「吉田同名」で第48回星雲賞（日本短編部門）参考候補作。
- 2018年 - 「白黒ダービー小史」で第49回星雲賞（日本短編部門）参考候補作。
 / 『半分世界』で第39回日本SF大賞最終候補。
- 2020年 - 『ホテル・アルカディア』で第30回Bunkamuraドゥマゴ文学賞（野矢茂樹選考）を受賞。

## 作品リスト

### 単行本

#### 小説作品
- 『半分世界』（2018年1月 東京創元社 創元日本SF叢書 / 2021年1月 創元SF文庫）
  - 吉田同名（初出：創元SF文庫『アステロイド・ツリーの彼方へ 年刊日本SF傑作選』2016年6月）
  - 半分世界（初出：『ミステリーズ! Vol.80』2016年12月号）
  - 白黒ダービー小史（初出：『Web ミステリーズ!』2017年8月）
  - バス停夜想曲、あるいはロッタリー999（書き下ろし）
- 『ホテル・アルカディア』（2020年3月 集英社 / 2023年7月 集英社文庫）
  - タイピスト〈Ｉ〉（初出：『小説すばる』公式サイト 2018年9月14日）
  - 代理戦争（初出：『小説すばる』2018年10月号）
  - すべてはダニエラとファックするために（初出：『小説すばる』公式サイト 2019年5月17日）
  - 愛のテスト（初出：『小説すばる』2018年12月号）
  - 本の挿絵（初出：『小説すばる』公式サイト 2019年1月17日）
  - アンジェリカの園
  - 測りたがり（初出：『小説すばる』2019年4月号）
  - 転校生・女神
  - わた師（初出：『小説すばる』公式サイト 2019年6月17日）
  - ゾンビのすすめ（初出：『小説すばる』2019年5月号）
  - No.121393
  - 光輝く人（初出：『小説すばる』2019年8月号）
  - 饗宴
  - 恥辱（初出：『小説すばる』公式サイト 2019年7月17日）
  - 一〇〇万の騎士（初出：『小説すばる』公式サイト 2019年8月16日）
  - 激流[3]（初出：『小説すばる』2019年1月号）
  - A#（初出：『小説すばる』2019年3月号）
  - 糸学（初出：『小説すばる』2019年6月号）
  - チママンダの街（初出：『小説すばる』2019年2月号）
  - 機械仕掛けのエウリピデス（初出：『小説すばる』2019年7月号）
  - 時の暴君（初出：『小説すばる』2019年9月号）
  - アトラス・プルデンシア

#### エッセイ
- 四分の一世界旅行記（2021年4月 東京創元社）-連載「春夏夏夏夏夏夏夏秋とうっ! 石川宗生の旅行記」より改題
  - 「パスポートナンバーTK49494949の叫び」（初出：『Webミステリーズ!』2018年3月7日掲載）
  - 「落下の山村」（初出：『Webミステリーズ!』2018年6月6日掲載）
  - 「笑いを灯す人」（初出：『Webミステリーズ!』2018年7月12日掲載）
  - 「摂氏四五・一度の異邦人」（初出：『Webミステリーズ!』2018年8月27日掲載）
  - 「世界の終わりとアンダーグラウンド・モスク」（初出：『Webミステリーズ!』2018年9月26日掲載）
  - 「時の旅人たち」（初出：『Webミステリーズ!』2018年10月25日掲載）
  - 「浴室」（初出：『Webミステリーズ!』2018年11月28日掲載）
  - 「旅のゆくえ」（初出：『Webミステリーズ!』2018年12月27日掲載）
  - 「ポータブル・ブコウスキー」（初出：『Webミステリーズ!』2019年1月31日掲載）
  - 「オン・ザ・エンディング・ロード」（初出：『Webミステリーズ!』2019年3月15日掲載）

### アンソロジー収録作品
- 「ABC巡礼」 - 『時を歩く 書き下ろし時間SFアンソロジー』（創元SF文庫、2019年10月）
- 「モンステリウム」 - 『GENESiS 白昼夢通信 創元日本SFアンソロジー2』(東京創元社、2019年12月)

### 雑誌掲載作品
小説
- 素晴らしき第28世界（連載ショートショート、『小説すばる』2018年10月号 - 2019年9月号）
  - 「ビバ・ラ・フィエスタ!」 - 『小説すばる』2018年11月号 掲載
  - 「ピンポン整理」 - 『小説すばる』公式サイト 2018年10月17日配信 掲載
  - 「ミランダの園」 - 『小説すばる』公式サイト 2018年11月16日配信 掲載
  - 「小さなパズル世界」 - 『小説すばる』公式サイト 2018年12月17日配信 掲載
  - 「No.58603〈蒐集家エドワード・ワインマン〉」 - 『小説すばる』公式サイト 2019年2月15日配信 掲載
  - 「透明な村」 - 『小説すばる』公式サイト 2019年3月15日配信 掲載
  - 「ウンゴウンゴ教」 - 『小説すばる』公式サイト 2019年4月17日配信 掲載
- 「野性のエルヴィスを追って」 - 『S-Fマガジン』2019年4月号 掲載
- 「地図の魔」 - 『ユリイカ』2020年6月号 掲載
- 「運命の人、2秒間の」 - 『小説すばる』2020年10月号 掲載
- 「シャカシャカ」 - 『小説現代』2021年4月号 掲載
  - 「Voyage 想像見聞録」（講談社、2021年6月）に再録
- 「108の妻」 - 『紙魚の手帖』Vol.01（2021年10月）掲載
- 「うたう蜘蛛」 - 『小説現代』2022年4月号 掲載
  - 「ifの世界線 改変歴史SFアンソロジー」（講談社、2022年10月）に再録

エッセイ
- 「私的偉人伝」 - 『小説すばる』2018年5月号 掲載
- 「嫌い嫌いも好きのうち」 - 『小説現代』2018年6月号 掲載
- 「恋のキューピッド、ダニー」 - 『S-Fマガジン』2020年10月号 掲載
- 「『人間の大地』発『球形時間』経由『アルケミスト』行き」 - 『すばる』2020年11月号 掲載
- 「イヌイヌトラ」 - 『文藝』2021年夏季号 掲載